# 신풍로 (서울)
신풍로(Sinpung-ro)는 서울특별시 영등포구 신길동 대영초교 교차로와 보라매역사거리를 잇는 서울특별시의 도로이다.

## 주요 경유지
서울특별시
- 영등포구 신길동

## 노선
| 이름            | 접속 노선  | 소재지     | 소재지   | 비고 |
| --------------- | ---------- | ---------- | -------- | ---- |
| 대영초교 교차로 | 도림로     | 서울특별시 | 영등포구 |      |
| 신풍역 교차로   | 신길로     | 서울특별시 | 영등포구 |      |
| 보라매역사거리  | 여의대방로 | 서울특별시 | 영등포구 |      |
| 상도로와 직결   |            |            |          |      |

## 주요 건물 및 시설
- 영등포구민체육센터 (서울특별시 영등포구 신풍로 1)
- 신풍역 (서울특별시 영등포구 신풍로 지하27)
- 보라매역 (서울특별시 동작구 상도로 2)
- 신길중학교 (서울특별시 영등포구 신길동 4948)
- 서울교통공사 신풍승무사업소 (서울특별시 영등포구 신길동 429-18)
- 새마을금고 신길 본점 (서울특별시 영등포구 신길동 4086-8)
- 이마트24 보라매역점 (서울특별시 영등포구 신길동 506)
- 피자스쿨 신풍역점 (서울특별시 영등포구 신길동 3894)

## 사진

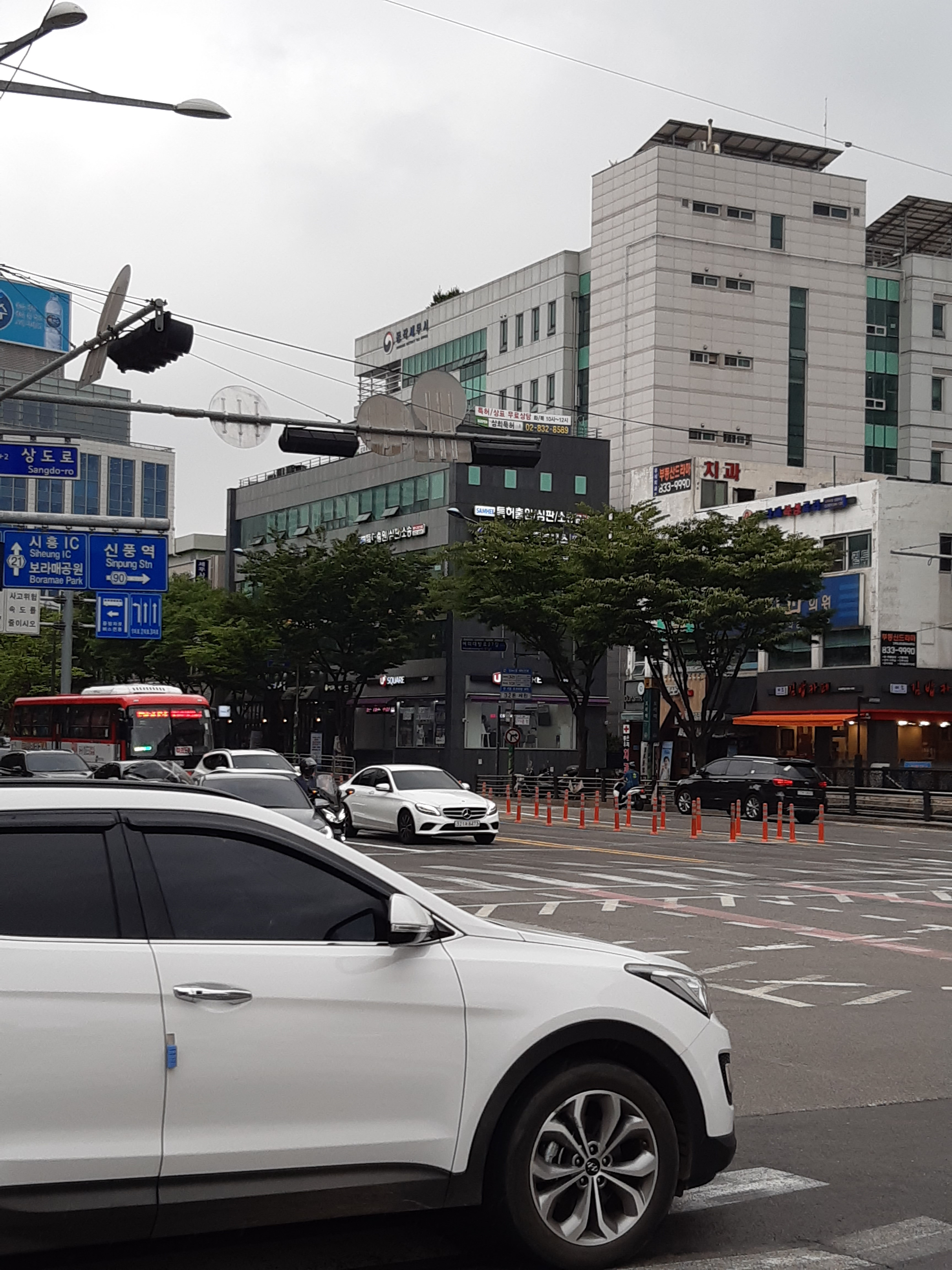
보라매역 사거리
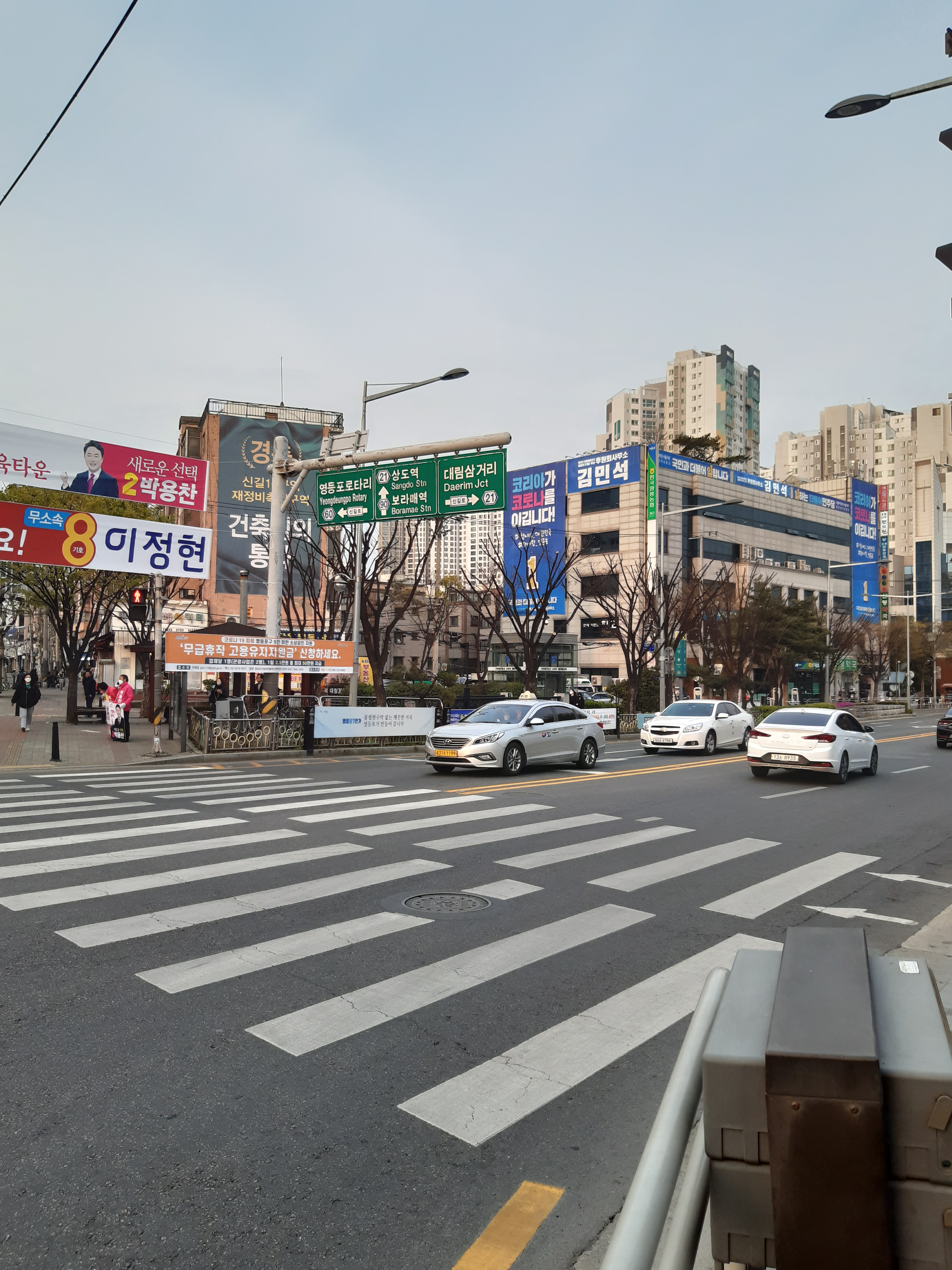
신풍역사거리
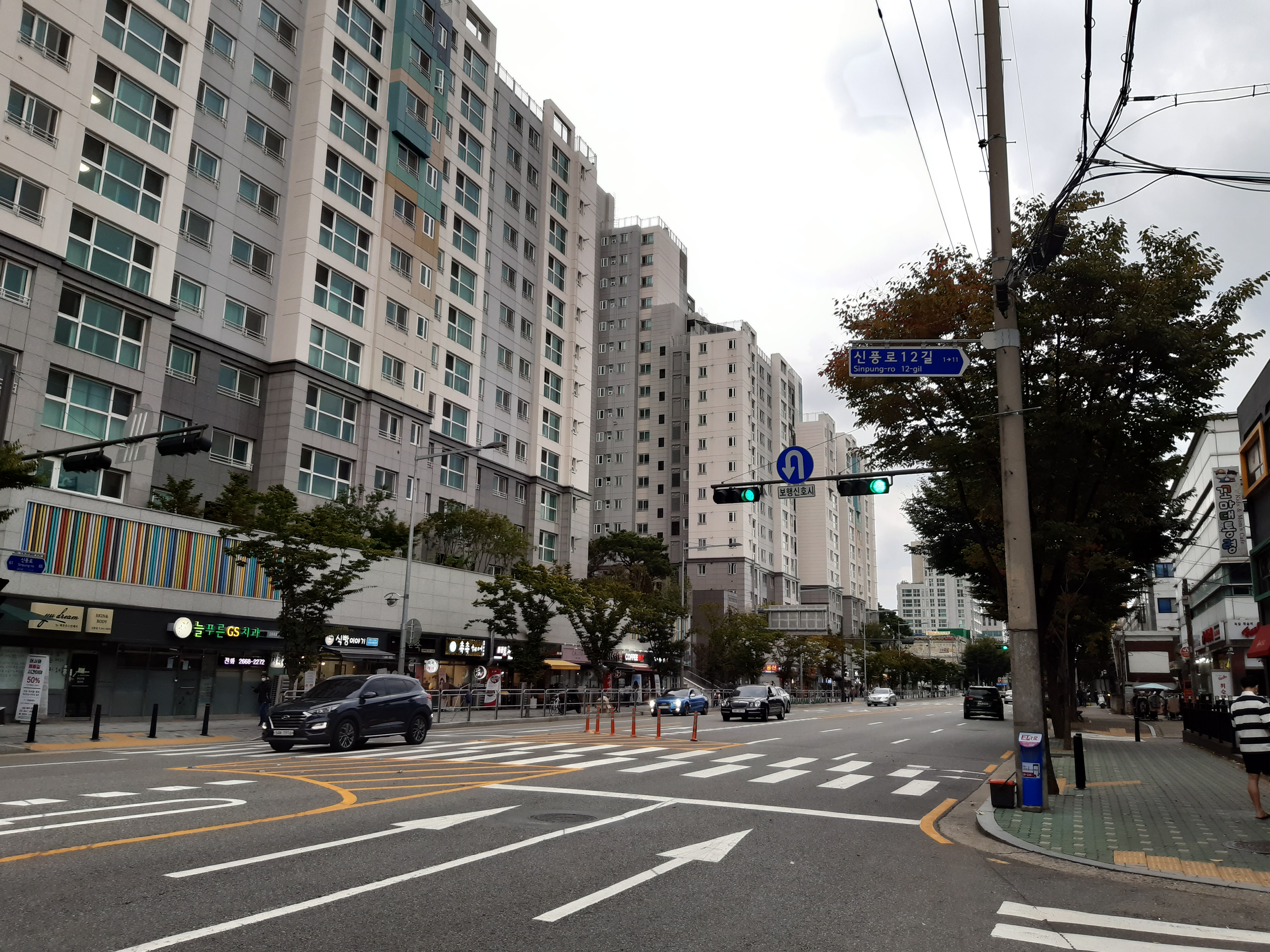
레미안에스티움